# Scopula arcuaria
Scopula arcuaria là một loài bướm đêm trong họ Geometridae.